# Zabójstwo w Poczesnej
Zabójstwo w Poczesnej – zbiorowe zabójstwo dokonane w nocy 2 kwietnia 1950 roku na plebanii w Poczesnej, w powiecie częstochowskim. Zamordowanych zostało pięć osób – miejscowy proboszcz oraz jego współpracownicy.

## Okoliczności
Podczas wielkiego postu, w tygodniu poprzedzającym Niedzielę Palmową, w parafii w Poczesnej odbywały się misje święte. Księża misjonarze jeździli po okolicznych wsiach odprawiając nabożeństwa, które były bardzo popularne wśród mieszkańców. Głównym rekolekcjonistą był o. Ludwik Broda SAC. 
Od 1941 roku proboszczem parafii w Poczesnej był  48-letni wówczas ksiądz Boguchwał Tuora, który opiekował się parafią podczas wojny, a po jej zakończeniu odbudowywał kościół i plebanię ze zniszczeń. Był wielokrotnie przesłuchiwany przez UB, szykanowany i zastraszany; odbierano mu pieniądze z ofiar i kolędy. Mimo docierających do księdza pogłosek, że jego życie jest zagrożone, postanowił pozostać w parafii. Zorganizował pierwsze po II wojnie światowej misje święte, które trwały 3 dni i zgromadziły tłumy parafian. 2 kwietnia, misjonarzy oraz księży spowiedników zaproszono na plebanię na obiad. Do pomocy w kuchni przyjechała z Sosnowca Zofia Zielińska. Po posiłku ks. Tuora poprosił, aby wszyscy opuścili parafię, mimo to najbliżsi współpracownicy zostali, prawdopodobnie przekonani, że większa liczba osób nie zostanie zaatakowana.

## Zabójstwo

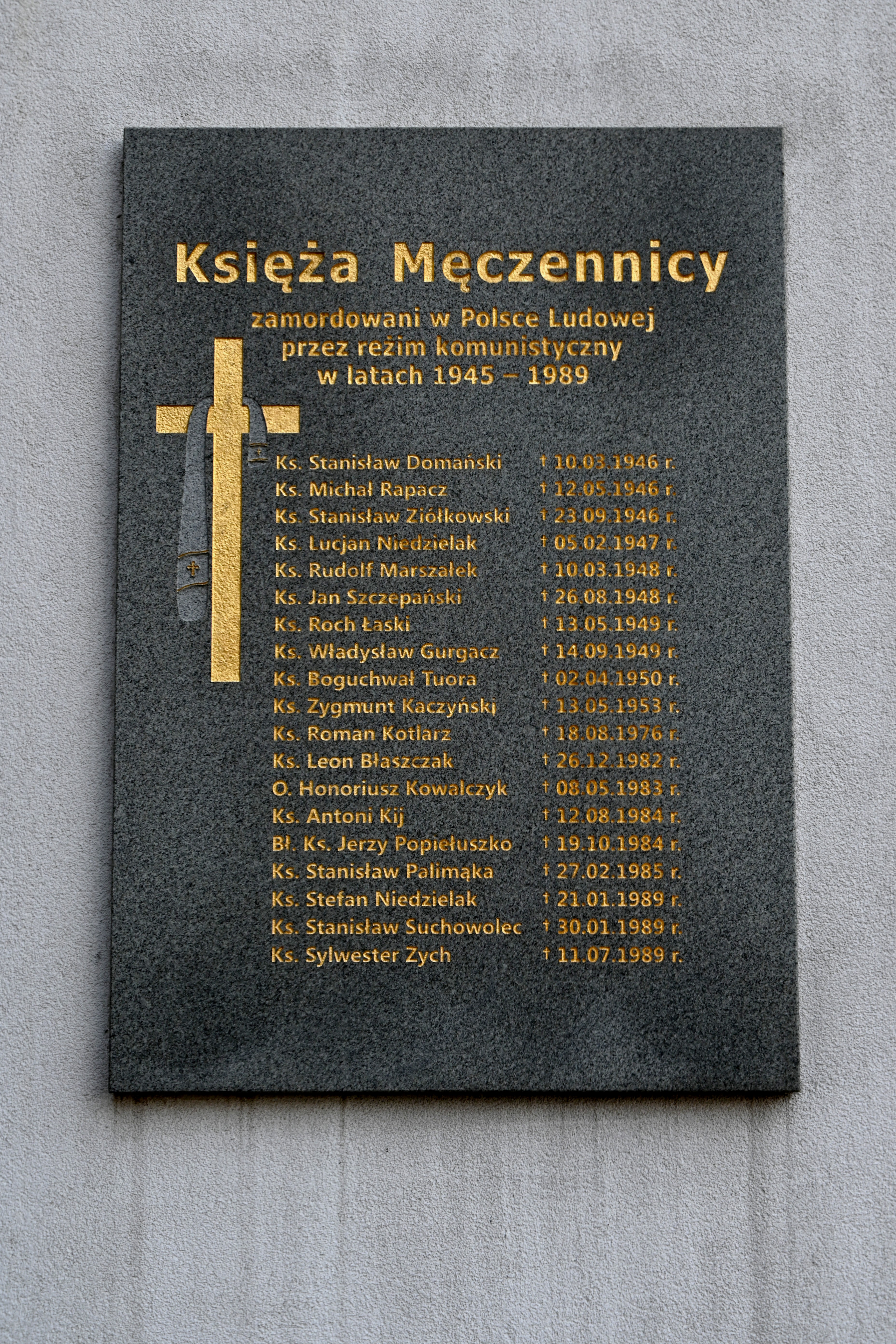
Tablica upamiętniająca księży zamordowanych w Polsce Ludowej, umieszczona przy wejściu do Sanktuarium Matki Bożej Królowej Polskich Męczenników w Warszawie.

W niedzielę 2 kwietnia 1950 roku, w nocy, ksiądz Boguchwał Tuora oraz czterej jego współpracownicy zginęli, uduszeni przez napastników w budynku plebanii. Oprócz proboszcza ofiarami byli: Józef Dzieża – stajenny, lat 49 Władysław Lompa – lat 40, Władysława Szczepańska – gospodyni lat 37, Zofia Zielińska – lat 50. Wśród miejscowej ludności podejrzenie o dokonanie przestępstwa padło na kilku mieszkańców wsi, którzy mieli je popełnić ze względów ideologicznych oraz z inspiracji władz. 4 kwietnia Prokuratura Powiatowa w Częstochowie zezwoliła na pochowanie zamordowanych. Pogrzeby ks. Boguchwała Tuory oraz trojga współpracowników odbyły się 5 kwietnia na cmentarzu parafialnym w Poczesnej gromadząc wielu kapłanów oraz rzesze ludzi, także spoza parafii. Pogrzeb Zofii Zielińskiej odbył się 6 kwietnia w parafii Wniebowzięcia Najświętszej Maryi Panny w Sosnowcu.
W wyniku przeprowadzonego śledztwa i procesu skazano jedną osobę o nazwisku Omasta. Jedna z wersji mówi, iż zamach przygotowywano na dwóch księży prowadzących misje święte, jednak ci wcześniej wyjechali. Okoliczności śmierci, mimo śledztwa prowadzonego przez pion śledczy Instytutu Pamięci Narodowej w Katowicach pozostają niewyjaśnione. Boguchwał Tuora był szóstym od 1944 roku księdzem, którego śmierć wiąże się z represjami władz w Polsce.
2 kwietnia 2000 roku podczas obchodów 50 rocznicy wydarzeń, biskup Antoni Długosz odsłonił tablicę wmurowaną przy wejściu do kościoła parafialnego w Poczesnej, która upamiętnia to wydarzenie.